# Expédition de Bashir Ibn Sa'd al-Ansari (Fadak)
Pour les articles homonymes, voir Expédition de Bashir Ibn Sa'd al-Ansari.
Première Expédition de Bashir Ibn Sa’d al-Ansari à Fadak se déroula en Shaban , 7AH c’est-à-dire décembre 628 AD, 3e Mois 7AH, du Calendrier Islamique ,.
30 hommes avec Bashir bin Sa‘d Al-Ansari comme commandant, se dirigea en direction de Fadak pour faire face aux en Sha‘ban. Bashir et ses hommes tuèrent un grand nombre d’ennemis et s’emparèrent de plusieurs de leurs chameaux et troupeaux, Bashir s’en alla avec les chameaux et d’autres troupeaux. Sur le chemin du retour, l’ennemi rassembla des forces et rattrapa les Musulmans durant la nuit. Ils arrosèrent Basheer et ses hommes avec des flèches, et tuèrent tous les Musulmans sauf Bashir,. Bashir réussi à s'échapper et à revenir auprès de Mahomet.